# Rankin Inlet
Rankin Inlet (Inuktitut: Kangiqiniq) é uma comunidade inuit localizada na Península Kudlulik, Nunavut, Canadá. Em 2008, foi escolhido um outro nome para a cidade, "Kangiqsliniq", mas seu estado como oficial ainda é desconhecido e incerto. É localizada na região noroeste da Baía de Hudson, entre Chesterfield Inlet e Arviat, e é considerada centro regional da Região de Kivalliq. Sua população é de 2.358 habitantes e é a segunda comunidade mais populosa de Nunavut, atrás apenas da capital, Iqaluit. Além disso, ela possui uma área de 20,24 km².
No Plebiscito de 1995 para a escolha da futura capital de Nunavut, Iqaluit brigou com Rankin Inlet para possuir o título de capital de Nunavut.